# Bombardier (funkcja)

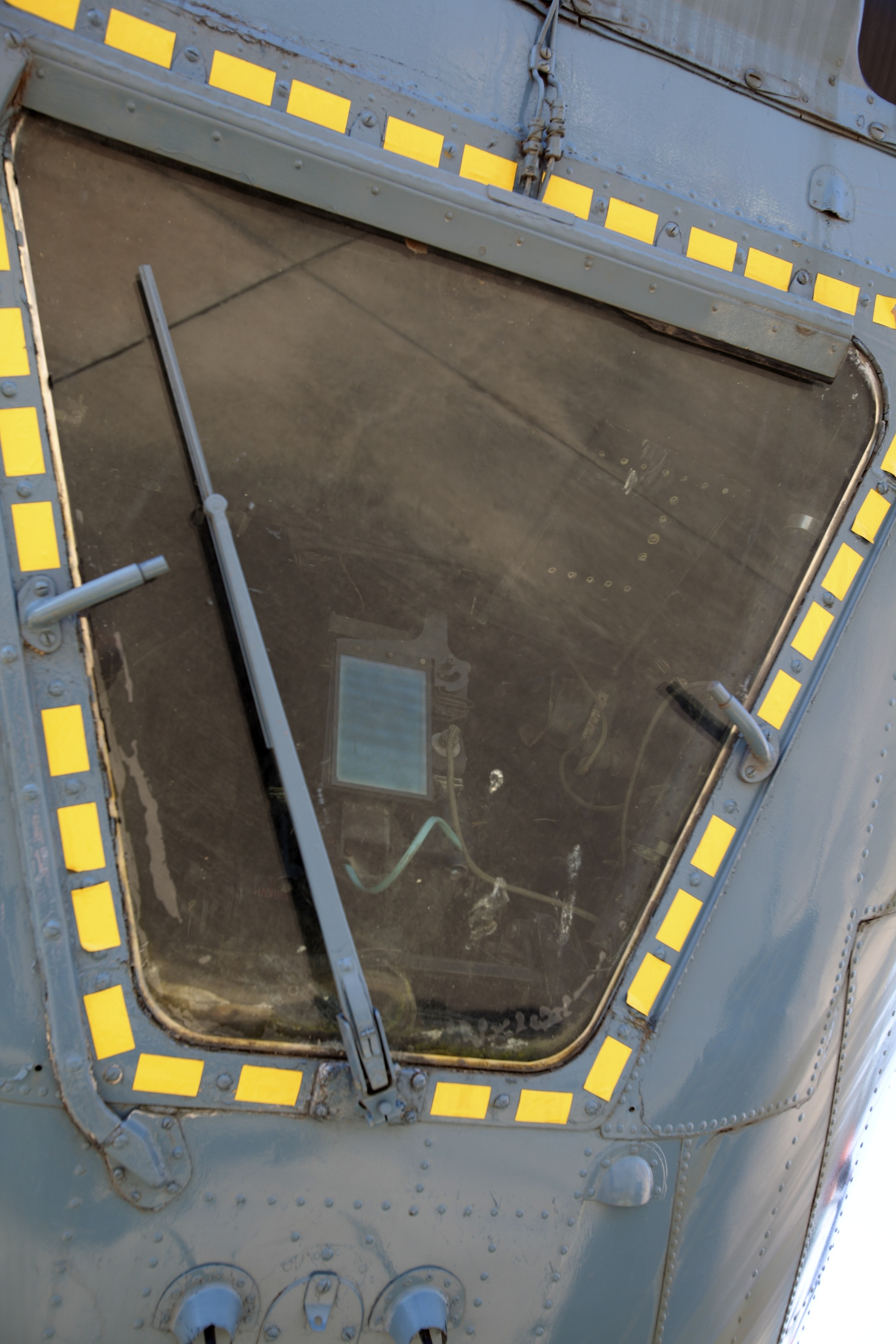
Okno stanowiska bombardiera w samolocie Avro Shackleton

Bombardier – członek załogi samolotu wojskowego, najczęściej bombowca, który odpowiada za ładunek bomb na pokładzie, jak i jego zrzut na wyznaczony cel.